# Wim van Eek
Wilhelmus „Wim” Martinus van Eek (ur. 13 marca 1893 w Batavii, zm. w ma]u 1967) – piłkarz holenderski grający na pozycji bramkarza.

## Kariera klubowa
W swojej karierze piłkarskiej van Eck grał w klubie GVC Wageningen.

## Kariera reprezentacyjna
W 1912 roku van Eck zdobył wraz z reprezentacją Holandii brązowy medal na Igrzyskach Olimpijskich w Sztokholmie. Na igrzyskach był rezerwowym bramkarzem dla Justa Göbela. Ostatecznie w kadrze narodowej nie zaliczył debiutu.